# Alberte Lindberg
Alberte Lindberg es una deportista danesa que compitió en vela en la clase Laser Radial. Ganó dos medallas de bronce en el Campeonato Europeo de Laser Radial, en los años 2007 y 2009.

## Palmarés internacional
| \| Campeonato Europeo \| Campeonato Europeo \| Campeonato Europeo \| Campeonato Europeo \| \| Año \| Lugar \| Medalla \| Clase \| \| ------------------ \| --------------------------- \| ------------------ \| ------------------ \| \| 2007 \| Scheveningen (Países Bajos) \| Medalla de bronce \| Laser Radial \| \| 2009 \| Charlottenlund (Dinamarca) \| Medalla de bronce \| Laser Radial \| |                             |                   |              |
| Campeonato Europeo |                             |                   |              |
| Año | Lugar                       | Medalla           | Clase        |
| 2007 | Scheveningen (Países Bajos) | Medalla de bronce | Laser Radial |
| 2009 | Charlottenlund (Dinamarca)  | Medalla de bronce | Laser Radial |